# Tumor maligno de la vaina del nervio periférico

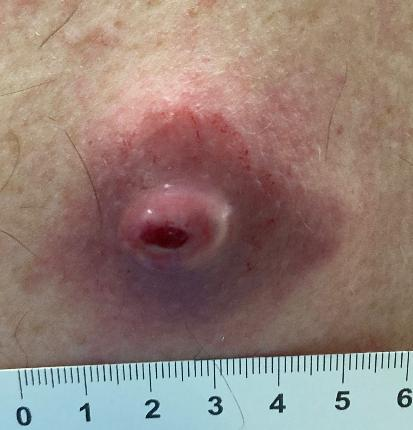
Tumor maligno de la vaina del nervio periférico. Piel de la espalda, hombre de 65 años.

Un tumor maligno de la vaina del nervio periférico (MPNST) es una forma de cáncer del tejido conectivo que rodea los nervios. Por su origen y comportamiento se clasifica como sarcoma. Aproximadamente la mitad de los casos se diagnostican en personas con neurofibromatosis; el riesgo de por vida de un MPNST en pacientes con neurofibromatosis tipo 1 es de 8 a 13%. Los MPNST con componente rabdomioblastomatoso se denominan tumores malignos de tritón.

## Signos y síntomas
Los síntomas pueden incluir: Hinchazón en las extremidades (brazos o piernas), también llamado edema periférico; la hinchazón a menudo es indolora. Dificultad para mover la extremidad que tiene el tumor, incluida una cojera. Dolor localizado en el área del tumor o en la extremidad. Síntomas neurológicos. Dolor o malestar: entumecimiento, ardor o "hormigueo". Mareos o pérdida del equilibrio.

## Causas
Los sarcomas de tejidos blandos se han relacionado dentro de las familias, por lo que se plantea la hipótesis de que el neurofibrosarcoma puede ser genético, aunque los investigadores aún no conocen la causa exacta de la enfermedad. La evidencia que apoya esta hipótesis incluye la pérdida de heterocigosidad en el cromosoma 17p. El genoma p53 (un gen supresor de tumores en la población normal) en 17p en pacientes con neurofibrosarcoma está mutado, lo que aumenta la probabilidad de cáncer. El gen p53 normal regulará el crecimiento celular e inhibirá cualquier crecimiento celular incontrolable en la población sana; dado que p53 está inactivo en pacientes con neurofibrosarcoma, son mucho más susceptibles a desarrollar tumores.

### Genéticas

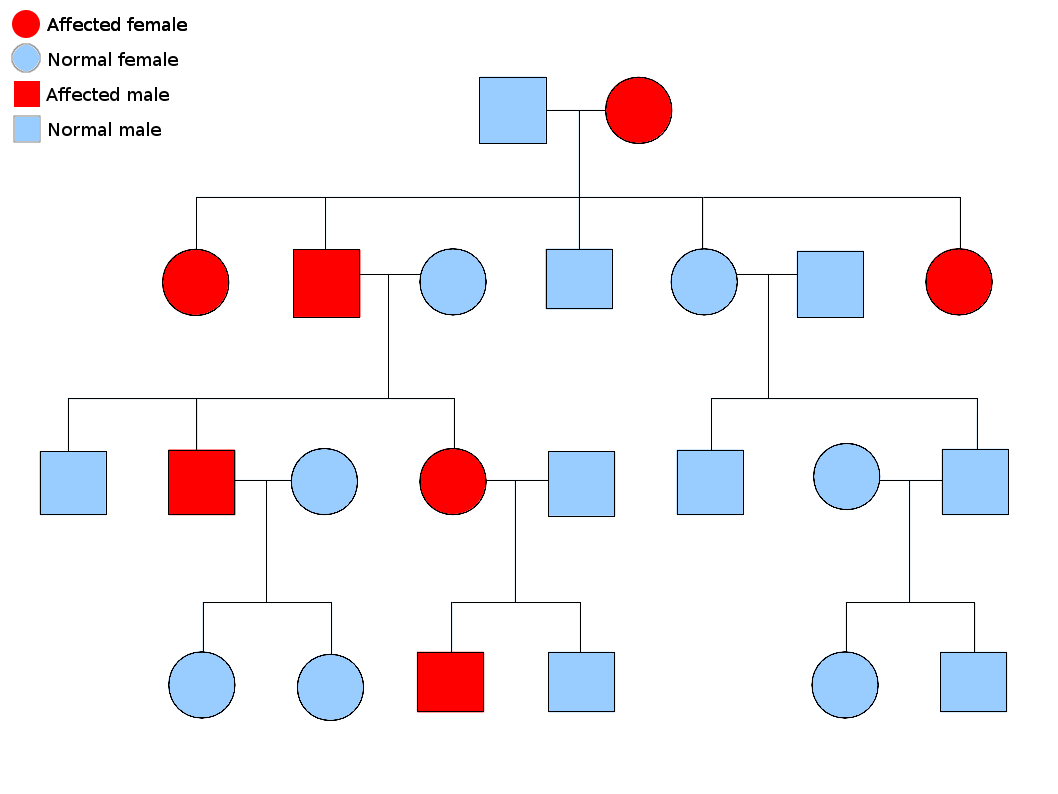
Autosómico dominante

Dominante autosómico Un tumor maligno de la vaina del nervio periférico es raro, pero es uno de los sarcomas de tejidos blandos más frecuentes en la población pediátrica. Aproximadamente la mitad de estos casos también ocurren junto con la neurofibromatosis tipo 1 (NF-1), que es una mutación genética en el cromosoma 17 que causa tumores a lo largo del sistema nervioso. El riesgo de por vida de los pacientes con NF-1 de desarrollar MPNST se ha estimado en 8 a 13%, mientras que aquellos con sólo MPNST tienen un 0,001% en la población general. NF-1 y MPNST se clasifican como trastornos autosómicos dominantes. Esto significa que cuando uno recibe un gen anormal de uno de sus padres, finalmente tendrá ese trastorno. Esa persona tiene una probabilidad del 50/50 de transmitir ese gen a su descendencia. El árbol genealógico de la derecha describe este patrón genético.

## Diagnóstico
La prueba más concluyente para un paciente con un potencial neurofibrosarcoma es una biopsia de tumor (tomar una muestra de células directamente del propio tumor). Las resonancias magnéticas, los rayos X, las tomografías computarizadas y las gammagrafías óseas pueden ayudar a localizar un tumor o una posible metástasis.

### Clasificación
Los tumores malignos de la vaina del nervio periférico son un tipo raro de cáncer que surge del tejido blando que rodea los nervios. Son un tipo de sarcoma. La mayoría de los tumores malignos de la vaina del nervio periférico surgen de los plexos nerviosos que distribuyen los nervios hacia las extremidades (los plexos braquial y lumbar) o de los nervios que surgen del tronco.

## Tratamiento
El tratamiento del neurofibrosarcoma es similar al de otros cánceres. La cirugía es una opción; la extirpación del tumor junto con el tejido circundante puede ser vital para la supervivencia del paciente. En el caso de tumores discretos y localizados, la cirugía suele ir seguida de radioterapia del área extirpada para reducir la posibilidad de recurrencia. Para los pacientes que padecen neurofibrosarcomas en una extremidad, si el tumor está vascularizado (tiene su propio suministro de sangre) y tiene muchos nervios que lo atraviesan o lo rodean, puede ser necesaria la amputación de la extremidad. Algunos cirujanos argumentan que la amputación debe ser el procedimiento de elección cuando sea posible, debido a la mayor probabilidad de una mejor calidad de vida. De lo contrario, los cirujanos pueden optar por un tratamiento que salve la extremidad, eliminando menos tejido circundante o parte del hueso, que se reemplaza por una varilla de metal o injertos. La radiación también se utilizará junto con la cirugía, especialmente si la extremidad no fue amputada. La radiación rara vez se usa como único tratamiento. En algunos casos, el oncólogo puede elegir medicamentos de quimioterapia cuando trata a un paciente con neurofibrosarcoma, generalmente junto con una cirugía. Los pacientes que reciben quimioterapia deben estar preparados para los efectos secundarios que acompañan a cualquier otro tratamiento de quimioterapia, como; caída del cabello, letargo, debilidad, etc.

## Pronóstico
La respuesta del paciente al tratamiento variará según la edad, la salud y la tolerancia a los medicamentos y terapias. La metástasis ocurre en aproximadamente el 39% de los pacientes, más comúnmente en el pulmón. Las características asociadas con un pronóstico precario incluyen un tumor primario grande (más de 5 cm de diámetro), enfermedad de alto grado, neurofibromatosis coexistente y la presencia de metástasis. Es un tipo de tumor poco común, con un pronóstico relativamente desfavorable en los niños. Además, los MPNST son extremadamente peligrosos en NF1. En una revisión institucional de 10 años para el tratamiento de quimioterapia para MPNST en NF1, que siguió a los casos de 1 por 2.500 en 3.300 nacidos vivos, la quimioterapia no pareció reducir la mortalidad y su efectividad debería cuestionarse. Aunque con enfoques recientes con la biología molecular de MPNST, se están examinando nuevas terapias y factores de pronóstico.